# Антонио Виварини
Антонио Виварини (итал. Antonio Vivarini) (рођен око 1415. у Мурану?, Млетачка република — умро око 1480.), био је један од најважнијих и напродуктивнијих венецијанских умјетника прве половине XV вијека и један од првих који је почео користити стил ренесансе. Оснивач је чувене породичне сликарске радионице Виварини.
Виваринијево прво потписано дјело је олтарна слика из 1440. године за Базилику Еуфразиано ди Парецо (данас у Поречу, Хрватска). У њој су видљиви готски и ренесанси елементи који ће бити карактеристика највећег дијела његовог стваралаштва.